# Кедр Ліванський
Яна Кедріна (рос. Яна Кедрина; народилася 4 жовтня 1990 р.), більш відома під своїм сценічним ім'ям Кедр Ліванський, — російська електронна музикантка, співачка-авторка пісень, продюсерка та ді-джейка.

## Життя та кар'єра
Кедріна народилася 4 жовтня 1990 року в Москві, Російська СРСР. Свою музичну кар'єру вона розпочала як співачка в панк-рок- групі Hesburger, після цього недовго грала на барабанах у групі сладж-металу. Перш ніж вступити до Московської школи нового кіно, вона здобула освіту в літературному коледжі.
На початку 2010-х Кедріна та її друзі започаткували підпільний музичний колектив Johns 'Kingdom, який породив її інтерес до електронної музики. Після дебюту своїх композицій під псевдонімом Кедр Ліванський на SoundCloud, вона підписала контракт із лейблом 2MR, який базується в Нью-Джерсі, співзасновниками якого були Майк Сімонетті з Troubleman Unlimited та Майк Снайпер із Captured Tracks. Наприкінці 2015 року Кедріна випустила дебютний сингл «Sgoraet», за яким вийшов її трек EP, January Sun у січні 2016 року. 2MR випустила її дебютний повноформатний альбом «Аріадна» у вересні 2017 року; її другий студійний альбом — під впливом таких жанрів як Даб і Діп-хауз — Your Need, вийшов у 2019 році.

## Музичний стиль та вплив на творчість
Пол Сімпсон, з гурту AllMusic, охарактеризував музику Кедра Ліванського як електронну поп-музику та інді-електронну музику, що спирається на впливи техно і джанглу 90-х одночасно позначаючи її ранні пісні як «зимові ло-фі-хаус і джангл треки з надзвичайним вокалом». Еймі Кліфф з The Guardian описала її стиль як «шугейзинг — електронна музика, яка звучить так, ніби вона надійшла в капсулі часу з епохи ретро-футуризму». У її дебютному EP, January Sun, були представлені елементи «електронної музики Великої Британії 90-х років, мрійливого альт-року та радіо-попу». В подальшому вона у своїх треках уникала комп'ютерних програм-синтезаторів на користь аналогових синтезаторів, включаючи Roland SH-101 та Roland Juno-106 ; Альбом Аріадна 2017го року порівнювався з роботами техно-продюсерів Патріції та Уерко С. Її другий альбом «Your Need»" використовував Roland TR-808 за основу, в ньому взяв участь російський продюсер Flaty. Тексти пісень Кедра Ліванського виконуються російською та англійською мовами.
Кедріна назвала гурти Autechre, Aphex Twin, Boards of Canada та Mazzy Star, як ті що справили на неї значний вплив. Вона також відзначила музичну естетику MTV та 90-х роки в музиці як ті що справили вплив на її ранні релізи тоді як її другий альбом Your Need був обумовлений її любов'ю до «ді-джеївського класичного хаузу, брейкбіту та геріджу», а також до бейслайну, швидкісного геріджу і грайму.

## Дискографія
Студійні альбоми
- Аріадна (2017; 2MR)
- Ваші потреби (2019; 2MR)
- Liminal Soul (2021; 2MR)
- Myrtus Myth (2025; 2MR)

EPs
- Січневе сонце (2016; 2MR)

Сингли
- «Sgoraet» (2015; 2MR)
- «Був час» (2018; 2MR)

Музичні кліпи
- «Solnce yanvarya» (2014)
- «Солов'їні пісні» (2014)
- «Більше не буде літнього дощу» (2015)
- «руйнівне коло» (2015)
- «Відповідай за слово» (2016)
- «Аріадна» (2017)
- «Твоє ім'я» (2017)
- «Був час» (2018)
- «Кіска» (2019)
- «Іван Купала (Новий день)» (2020)